# فيت يدليتشكا
فيت يدليتشكا (بالتشيكية: Vít Jedlička)‏ (مواليد 6 سبتمبر 1983 في هرادتس كرالوفه)، هو سياسي وخبير قانوني وناشط تشيكي. كان رئيس حزب المواطنين الأحرار في إقليم هرادتس كرالوفه في جمهورية التشيك، وهو رئيس ومؤسس جمعية ريفورمي التطوعية. في 13 أبريل 2015 علن عن تأسيس ما سماه جمهورية ليبرلاند كدولة مجهرية على قطعة أرض مهجورة متنازع عليها على الضفة الغربية للدانوب بين صربيا وكرواتيا. وقد رفضت كرواتيا إعلان يدليتشكا ووصفته بالأضحوكة فيما اعتبرت صربيا الأمر بالـ«تافه». بينما حذرت مصر من تعرض مواطنيها لعمليات احتيال توهمهم بأن ليبرلاند دولة حقيقية يمكن الهجرة إليها.